# Stephania tuberosa
Stephania tuberosa är en tvåhjärtbladig växtart som beskrevs av Lewis Leonard Forman. Stephania tuberosa ingår i släktet Stephania och familjen Menispermaceae. Inga underarter finns listade i Catalogue of Life.